# Buslijn 14 (Haaglanden)
Buslijn 14 van HTM is een voormalige buslijn in de regio Haaglanden, in de Nederlandse provincie Zuid-Holland. Het is ook een streekbuslijn geweest.

## Geschiedenis

### 1965-2007
- 31 oktober 1965: De eerste instelling van lijn 14 vond plaats op het traject De Savornin Lohmanplein - Scheveningen Kurhaus. Het traject werd overgenomen van tramlijn 14, die de dag tevoren was opgeheven. Deze wijziging vond plaats in het kader van de invoering van de eerste fase van het Plan Lehner. De opheffing van tramlijn 14 was een rationaliseringsmaatregel: de passagiersaantallen op de tramlijn vielen buiten de mooie zomermaanden zeer tegen en exploitatie van een bus was daarom veel goedkoper. De route van de buslijn was vrijwel gelijk aan die van opgeheven tramlijn, maar in het Statenkwartier werd aanvankelijk de hele Frederik Hendriklaan gevolgd.[1] Naderhand werd de Laan van Meerdervoort verlaten en vervangen door een route over de Mient en de Albardastraat.
- 1 juli 1967: Het Scheveningse eindpunt werd tot 27 oktober 1967 verlegd naar het Noorderstrand.
- 13 april 1980: Het eindpunt De Savornin Lohmanplein werd verlegd naar Buitentuinen.
- 1 april 1984: Het eindpunt Buitentuinen werd verlegd naar Ockenburghstraat, dit ter vervanging van het restant van lijn 19 waarvan door de chauffeurs het minitraject als een 'rondje om de kerk' werd ervaren. Door dit traject toe te voegen aan lijn 14 met korttraject diensten tussen Buitentuinen en Waldeck verviel dit bezwaar. Na de verlenging van lijn 3 een jaar later verviel dit traject weer.
- 13 september 1985: Het eindpunt Ockenburghstraat werd verlegd naar Maurice Ravelweg.
- 23 september 1991: Lijn 14 werd doorgetrokken van Loosduinen naar de wijk Bouwlust; het eindpunt werd verlegd naar Hengelolaan/Lozerlaan.
- mei 2007: Lijn 14 werd opgeheven. Het traject werd voortgezet onder het lijnnummer 21. Deze wijziging had mede te maken met het streven de nummering van bus- en tramlijnen doorzichtiger te maken: de lagere nummers werden bestemd voor de tramlijnen en de hogere voor de buslijnen.

### 1990-1998
Tussen 1990 en 1998 bestond er een streek spits buslijn 14 tussen Zoetermeer Centrum--west en Lansinghage, via station Zoetermeer oost. In 1998 vervangen door lijn 22 & 23.